# Узовська Паниця
Узовска Паніца (словац. Uzovská Panica, угор. Uzapanyit) — село, громада в окрузі Рімавска Собота, Банськобистрицький край, Словаччина. Кадастрова площа громади — 20,86 км². Населення — 789 осіб (за оцінкою на 31 грудня 2017 р.).
Знаходиться за ~10 км на схід від адмінцентра округу міста Рімавска Собота.

## Історія
Поселення виникло, ймовірно, у 12 столітті на місці більш раннього. Назва села документована 1427- го року як Panith, 1503 та 1525 — як Wzapanyk, 1773 — Panitowa, 1927 — Uzovská Panita, з 1948-го — Uzovská Panica, угор. Uzapanyit.

## Географія
Узовска Паніца розташована в північній частині Рімавської котлини на берегах і терасі річки Блг. Висота в центрі села 188 м н.р.м., територією громади — 173—368 м. Територія громади майже повністю вирубана.
Протікає Дражицький потік.

## Транспорт
Автошляхи 2752, 2753 (Cesty III. triedy).

## Населення
| Рік:            | 1994. | 2004.    | 2014.   | 2024.    |
| --------------- | ----- | -------- | ------- | -------- |
| Кількість осіб: | 599   | 694      | 750     | 835      |
| Різниця:        |       | +15,85 % | +8,06 % | +11,33 % |

| Рік:            | 2023. | 2024.   |
| --------------- | ----- | ------- |
| Кількість осіб: | 826   | 835     |
| Різниця:        |       | +1,08 % |